# El Triunfo
Pour les articles homonymes, voir Triunfo.
El Triunfo est une localité du Venezuela, capitale de la paroisse civile de Manuel Piar de la municipalité de Casacoima dans l'État de Delta Amacuro. Ses quartiers ouest se situent dans la paroisse civile voisine de Cinco de Julio.